# Premio Jansky
El premio Karl G. Jansky es concedido por los administradores de Associated Universities, Inc., para reconocer contribuciones destacadas al avance de la radioastronomía. Otorgado desde 1966, se nombra en honor del hombre que, en 1932, detectó por primera vez las ondas de radio de una fuente cósmica. El descubrimiento de Karl Jansky de ondas de radio en la región central de la Vía Láctea inició la ciencia de la radioastronomía.

## Discurso del ganador
El ganador de este premio pronuncia la conferencia anual Karl G. Jansky en Charlottesville (Virginia) y en Socorro (Nuevo México). La conferencia pública es de tema astronómico. Antes de las conferencias de la tarde, se celebra un Simposio astronómico profesional en las instalaciones del Observatorio Nacional de Radioastronomía (NRAO).
Los conferenciantes han sido:
- 2014 Jill Tarter
- 2013 Charles L. Bennett
- 2012 Mark Reid
- 2011 Sander Weinreb
- 2010 Reinhard Genzel
- 2009 Anthony Readhead
- 2008 Arthur M. Wolfe
- 2007 Karl M. Menten
- 2006 Frank J. Low
- 2005 Rashid A. Sunyaev
- 2004 Ronald D. Ekers
- 2003 Donald C. Backer
- 2002 Shrinivas Kulkarni
- 2001 William J. Welch
- 2000 V. Radhakrishnan
- 1999 Frank D. Drake
- 1998 Bernard Burke
- 1997 P. James E. Peebles
- 1996 James M. Moran
- 1995 Jocelyn Bell-Burnell
- 1994 Vera C. Rubin
- 1993 David S. Heeschen
- 1992 Irwin I. Shapiro
- 1991 Allan R. Sandage
- 1990 Alan H. Barrett
- 1989 Joseph H. Taylor
- 1988 William A. Fowler
- 1987 Hendrik van de Hulst
- 1986 Robert Hanbury Brown
- 1985 G. R. Burbidge
- 1984 Robert W. Wilson
- 1983 Arno Penzias
- 1982 Philip Morrison
- 1981 Martin Rees
- 1980 Martin Schwarzschild
- 1979 Maarten Schmidt
- 1978 Subrahmanyan Chandrasekhar
- 1977 E. Margaret Burbidge
- 1976 Edward M. Purcell
- 1975 Grote Reber
- 1974 Lyman Spitzer, Jr.
- 1973 J. Paul Wild
- 1972 Bart J. Bok
- 1971 Charles H. Townes
- 1970 Robert H. Dicke
- 1969 Fred Hoyle
- 1968 J. S. Shklovsky
- 1967 J. H. Oort
- 1966 John G. Bolton